# Stockhausenhaus

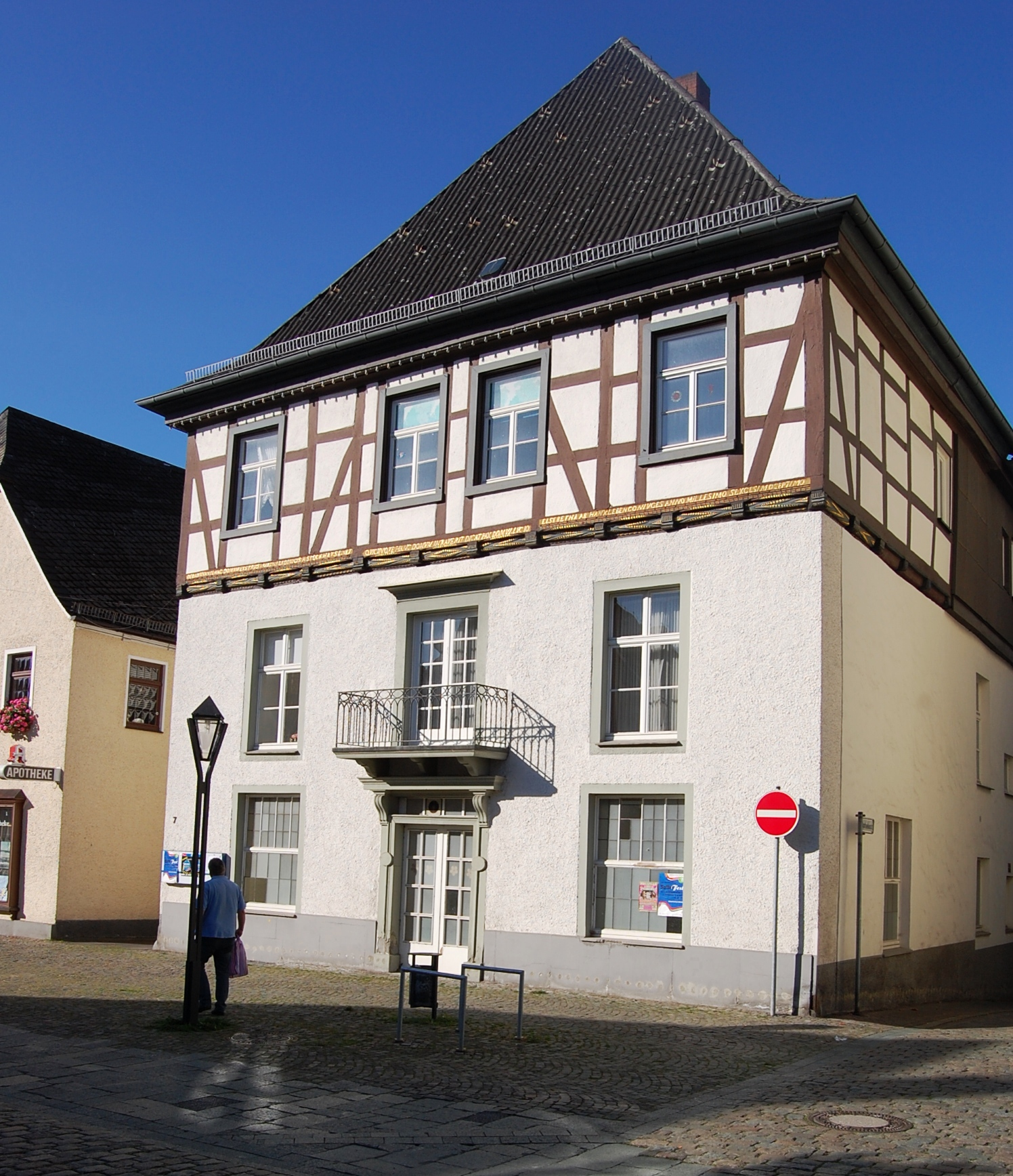
Stockhausenhaus (vor den jüngsten Renovierungen)

Das Stockhausenhaus, später Engelapotheke, ist ein denkmalgeschützter Bau des 17. Jahrhunderts am Alten Markt in Arnsberg.

## Geschichte
Das Gebäude in seiner heutigen Form wurde durch Ludwig von Stockhausen und Elisabeth von Hanxleden 1607 erbaut. Von Stockhausen war Hofrat, kurfürstlicher Richter und Berater von Landdrost Kaspar von Fürstenberg.
Im Erdgeschoss wurde das Haus in Massivbauweise ausgeführt. Der erste Stock wurde als Fachwerkkonstruktion ausgeführt. Die Grundmauern sind meterdick und lassen vermuten, dass an dieser Stelle zuvor bereits ein anderer Bau gestanden hatte. Im Inneren gab es einen großen Saal, in dem auch manchmal die Landstände des Herzogtums Westfalen tagten.
Um 1650 ging der Bau in den Besitz der ursprünglich aus Balve stammenden Familie Schultes über. Als Schlosskommandanten, Richter, Bürgermeister oder Hofräte gehörten ihre Mitglieder zur Funktionselite der Stadt und des Herzogtums Westfalen. Im Jahr 1780 ging das Haus in den Besitz von Hofrat und Justizkommissar Kaspar Droege über. Dessen Witwe Maria Theodora erbte 1791 das Gebäude und heiratete 1798 den Hof- und Geheimrat Johann Anton Boese, der daraufhin vom Gut Eisborn nach Arnsberg kam. Der Sohn Friedrich Hubert Boese war Landrat in Meschede.
Im Jahr 1831 verkaufte dieser das Haus dem Hofapotheker Willibald Brisken. Dieser ließ das Gebäude umbauen, um sein Geschäft und seine große Familie unterbringen zu können. Wahrscheinlich in dieser Zeit entstand der klassizistische Portikus. Nach 1851 ging der Bau in den Besitz von Erich d’Hauterive und Theodor Schwarz über. Letzterer war über fünfzig Jahre Besitzer der Apotheke. Dessen Schwiegersohn Hermann Förster verlegte den Betrieb an den Brückenplatz.
Zeitweise lebte im 19. Jahrhundert in dem Haus die Familie des Gymnasialprofessors Karl Féaux de Lacroix.
Im Jahr 1976 wurde das Fachwerk wieder freigelegt und restauriert. Nachdem der Bau über Jahrzehnte als Arztpraxis diente, beherbergt es heute nach Renovierungen und Umbauten einen gastronomischen Betrieb.